# Розробка газоконденсатонафтових родовищ
Розробка газоконденсатонафтових родовищ — вибір і обґрунтування найбільш доцільних, економічно вигідних методів, що забезпечують високі коефіцієнти конденсатонафтовіддачі.
Залежно від конкретних умов характеристики покладів, потреб у газі, конденсаті й нафті; рівня технічної оснащеності і існуючої техніко-економічної політики можливі наступні варіанти розробки газоконденсатонафтових родовищ:
- 1. Газоконденсатна зона розробляється на режимі виснаження, розробка нафтової зони відстає. При цьому варіанті темп падіння пластового тиску в газоконденсатній зоні істотно випереджає темп падіння тиску в нафтовій облямівці, що призводить до переміщення нафти в сухі газоносні піски і тим самим ‒ до певних її втрат. Чим більша проникність, тим більше втрат нафти в сухих пісках. Нафтовіддача при зазначеному варіанті оцінюється в 5 ‒ 15 %. Цей варіант пов'язаний також із значними втратами конденсату. Перевага ‒ швидке забезпечення газом.
- 2. Газоконденсатна і нафтова зони одночасно розробляються на виснаження. Важливою умовою є недопущення утворення градієнтів тиску від нафтової зони до газової. Втрати конденсату такі ж, як і в попередньому варіанті. Втрати нафти порівняно менші через відсутність вторгнення її в газову зону.
- 3. Газоконденсатна зона до вилучення основних запасів нафти знаходиться в консервації і не експлуатується. У пласті створюються постійні градієнти тиску від газової зони до нафтової, що призводить до витіснення нафти рідким газом і збереження нафтової облямівки від передчасного виснаження. Ефективність цього методу розробки особливо значна при рухливості водонафтового контакту й великих розмірах газової шапки.
- 4. До вилучення основних запасів нафти тиск у газовій зоні підтримується методом нагнітання сухого газу у зводову частину покладу. При цьому способі забезпечується дещо більша нафтовіддача, ніж при попередньому.
- 5. Нафтова зона розробляється одночасно із застосуванням сайклінг-процесу у газоконденсатній частині покладу. У цьому випадку з нафтової облямівки витягується нафта, а з газоконденсатної ‒ конденсат. Після вилучення основних запасів нафти і конденсату сайклінг-процес припиняється і поклад експлуатується як газовий.
- 6. Передбачається одночасна розробка нафтової і газоконденсатної зони покладу з нагнітанням води в пласт. При цьому проводиться нагнітання води в зону газонафтового контакту при лінійному розташуванні нагнітальних свердловин в газоконденсатній зоні, вздовж контакту газ‒нафта. Цей метод рекомендується при малорухливому водонафтовому контакті. Одна з основних переваг методу полягає в тому, що відставання розробки нафтової зони не призводить до втрат нафти, так як в пласті вздовж газонафтового контакту створюється водяна завіса ‒ вузька облямівка води, що розділяє нафтову і газоконденсатну частини покладу.

Крім зазначених методів розробки газоконденсатних покладів, є й інші перспективні методи, застосування яких може забезпечити високі коефіцієнти вилучення запасів нафти й конденсату. До них належать такі методи:
‒ перетворення нафтової облямівки в газоконденсатний стан із подальшим витягуванням основних запасів нафти й конденсату при однофазному стані покладу шляхом закачування жирного газу; система нафта‒метан переходить у газову фазу при тиску близько 100 МПа, а застосування жирного газу замість сухого викликає значне зниження критичного тиску в системі нафта‒газ;
‒ термічний вплив на газоконденсатні пласти, наприклад, створенням пересувного вогнища горіння з подачею газу і повітря на вибій;
‒ багаторазове прокачування (до 10 і більше об'ємів) сухого газу через пласт з метою випаровування конденсату, що випав;
‒ закачування рідкого газу (пропан-бутану) з утворенням у пласті облямівки з цих продуктів, які пересуваються сухим газом для забезпечення витіснення конденсату, що випав.